# Euchaetis longibracteata
Euchaetis longibracteata är en vinruteväxtart som beskrevs av Schlechter. Euchaetis longibracteata ingår i släktet Euchaetis och familjen vinruteväxter. Inga underarter finns listade i Catalogue of Life.